# Gibraltári labdarúgó-szövetség
A Gibraltári labdarúgó-szövetség (angolul: Gibraltar Football Association) Gibraltár labdarúgó-szövetsége. 1895-ben alapították. A szövetség szervezi a Gibraltári labdarúgó-bajnokságot valamint és működteti a Gibraltári labdarúgó-válogatottat.

## Történelme
A Gibraltári Labdarúgó-szövetség először 1997-ben adta be kérelmét a FIFA-hoz, a nemzetközi szövetség azonban két év után kezdte el az ügyet intézni, és az UEFA-hoz irányították. 2000-ben az UEFA bizottsága járt Gibraltáron, akik nem találták semmilyen akadályát a felvételnek. Spanyolország azonban tiltakozni és lobbizni kezdett az UEFA-nál, mire az európai szövetség megváltoztatta a saját szabályait és kimondták, hogy csak önálló, független államok lehetnek az UEFA tagjai. Ezt követően elutasították a gibraltáriakat.
A gibraltári szövetség a Nemzetközi Sportdöntőbírósághoz (CAS) fordult, amely 2003-ban és 2006-ban is kimondta, hogy a jelentkezésükre a beadás időpontjában érvényes szabályok az irányadóak. 2006-ban ideiglenes tagságot kaptak. A spanyolok az UEFA tornáinak bojkottálásával fenyegetőztek. Az UEFA 2007-ben ismét elutasította Gibraltárt, csak három támogató szavazatot kaptak.
2012. október 1-jén az UEFA ideiglenes tagságot adott Gibraltárnak. 2013. május 24-én lett az UEFA teljes jogú tagja.
2014 szeptemberében a FIFA elutasította Gibraltár tagfelvételi kérelmét. Gibraltár ebben az esetben is a Nemzetközi Sportdöntőbírósághoz fordult. A tárgyalás 2015 májusában kezdődött. A bíróság 2016 májusában döntésének felülvizsgálatára szólította fel a FIFA-t, amely néhány nap múlva, a szervezet mexikói kongresszusán felvette Gibraltárt a tagjai közé.